# Іван Полоз
Іва́н Фе́дорович По́лоз, або Івашко Полозович (пом. після 1531) — руський (український, білоруський) боярин з роду Полозів, власного гербу Полозович. Державний діяч у Пинському повіті Берестейської землі та Київській землі Великого князівства Литовського.

## Відомості
Іван Полоз (Івашко Полозович) — син пинського зем'янина, боярина Федора Івановича Полозовича. Відомо, що Івашко Полозович отримав від княгині Марії Семенівни Олександровичевої маєток Це́рабень, який належав до Пинського замку. Згодом у 1492 та 1497 роках король Олександр Ягеллончик затвердив йому це надання відповідними підтверджувальними грамотами. У 1505 році отримав від князя Федора Ярославовича чотири з половиною садиби у пінському повіті. 1509 року король Сигізмунд I Старий звільнив його від служби у Київському повіті. Родина Полозовичів брала участь у боротьбі короля з князями Глинськими. Після поразки останніх Полози отримали чимало їхніх конфіскованих земель, що значно збільшило статки роду. У 1524 році був пинським войським, а у 1552 році в Овручі ще стояв будинок пана Полоза. У (1527?) 1534 році — державця Чорнобильського замку.

## Сім'я
Відомо, що Івашко Полозович мав двох братів: 
- Семен Полоз — у 1494 –1495 роках київський ключник, 1510 року овруцький намісник, у 1522–1529 роках річицький намісник. Відомий організацією козацьких загонів та військових виправ проти татар.

- Щасний Полоз, у 1505 – 1507 роках володів маєтком Жаховичи який отримав від короля Олександра Ягеллончика.

Івашко Полозович у шлюбі з N Анастасією. Його діти:
- Лев Полоз — у шлюбі з Богданою Бабинською.[3]
- Андрій Полоз